# Qopasor Köli
Qopasor Köli är en saltsjö i Kazakstan.   Den ligger i oblystet Aqtöbe, i den västra delen av landet, 1 000 km väster om huvudstaden Astana. Arean är 6,1 kvadratkilometer.